# 西康省
西康省，簡稱康，為中華民國的一省，国民政府所設置的13省之一。於民國28年（1939年）由川邊特別區改制为省，為中華民國「華西三省」之一。西康省基本相當於藏文化中的康區，多數地區是以藏族為主的少數民族聚居地，东部则为彝族聚居地。在康藏边界纠纷后，其名義上主張的金沙江以西地区，實際由西藏甘丹颇章（噶廈政府）所属的昌都总管管辖。此外，其主张范围内的部分地区还与英属印度阿萨姆省存在争端。
民國39年（1950年）3月西昌战役前，已是中華民國政府迁台后，最后一个完整控制的大陆省份。同年10月，昌都战役后，中华人民共和国完全占领包括昌都地区在内的全省，后分为西康省、省级昌都地区。

## 省名由來
本區為藏文化中的康區。宣統三年（1911年），川滇邊務大臣傅嵩炑在奏折中，首次提出建立西康省，因其地古代是康地，又在西部，西康省名由此而來:339。1939年国民政府将北洋政府设立的川边特别区改设为西康省（藏語：ཤིས་ཁམས་ཞིང་ཆེན）。

## 地理
全境可分東西中三部份：
- 西部為現青藏高原的一部分，整體地勢高聳，人煙稀少，地勢皆在3,000公尺以上。西北部多在4,500公尺以上，但地表起伏較小，屬高原地形，為藏北高原之一部分。
- 中部為縱谷地形區，高大山脈皆呈南北走向，平行排列，兩山間之谷地則有大河奔流，有多條大河貫穿而過，包括怒江、金沙江、瀾滄江等。
- 東部為四川盆地邊緣地區，地勢較低平，是全省的精華區。

## 管轄範圍

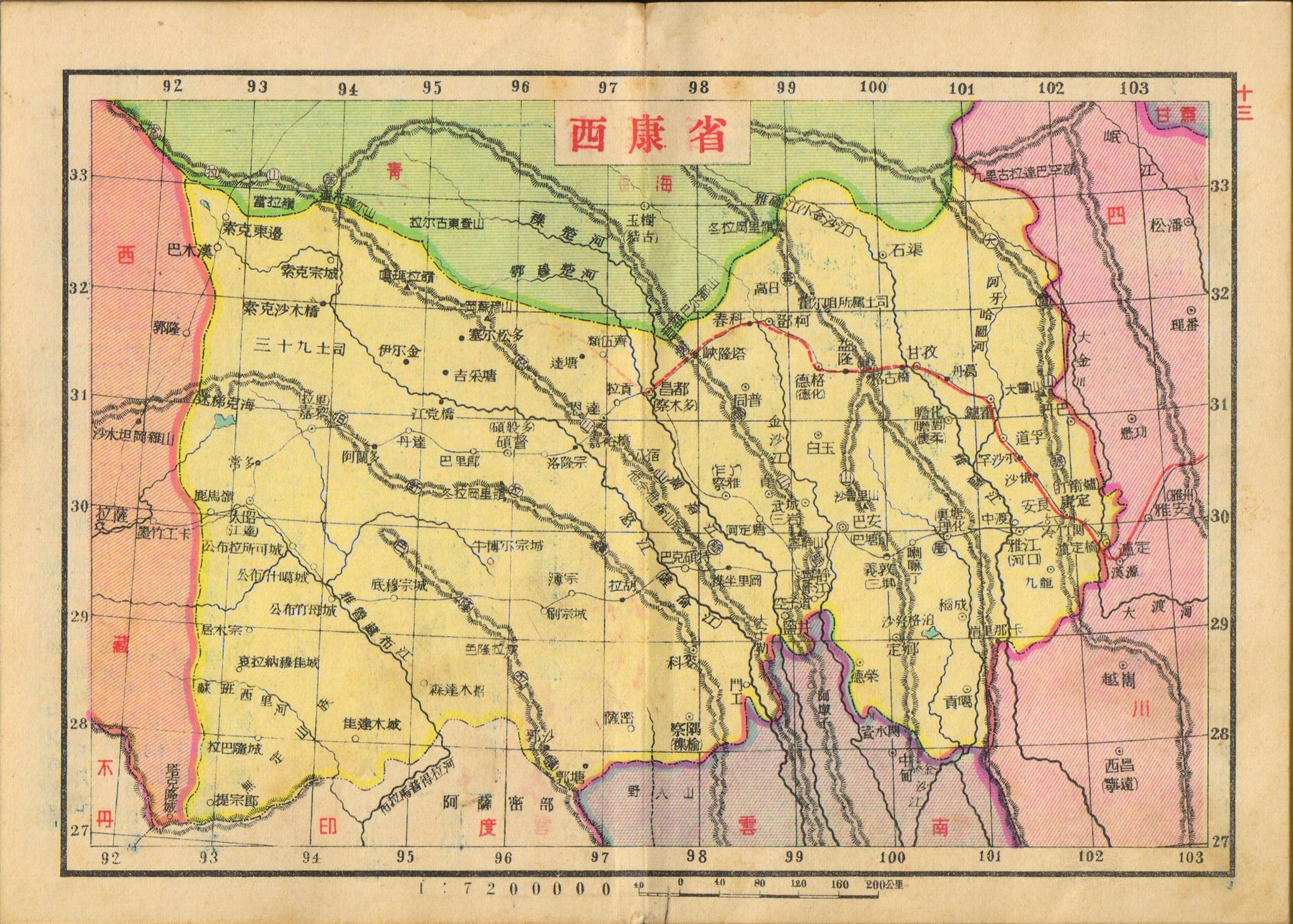
亞新地學社1936年《袖珍中華全圖》的西康省地圖（金沙江以西被西藏噶廈控制）

晚清開始稱為川邊。轄區主要為現在的四川省甘孜藏族自治州、涼山彝族自治州、攀枝花市、雅安市及西藏東部昌都地區、林芝地區等地。民國36年（1947年）全省面積估計為為45萬1521平方公里，實際控制區域，東至雅安金雞關與四川分界，西至德格、巴安以金沙江與西藏相接，北至石渠一帶與青海相連，南至會理、鹽邊與雲南相鄰。金沙江以西，至泡河老－鹿馬嶺－屈羅穆達一線，為西藏控制。西鄰西藏地方，北鄰青海省，東鄰四川省，東南鄰雲南省，西南與印度接壤，并有部分位于具有争议的藏南地区，这部分现由印度管辖的阿鲁纳恰尔邦实际控制。

## 人口
以下依據中華民國實業部《中國經濟年鑑》（1934年出版）、內政部統計司編《民國十七年各省市戶口調查統計報告》（1931年出版）、主計處統計局編《中華民國統計提要》（1940年出版）、中華民國年鑑社編《中華民國年鑑》（1952年出版，頁19-21）所提供的人口數據：
| 調查年代 | 戶數    | 人口      | 男性    | 女性    | 每戶平均人口 | 性別比例 |
| -------- | ------- | --------- | ------- | ------- | ------------ | -------- |
| 1936年   | 250,000 | 968,000   | 472,000 | 496,000 | 3.88         | 95.23    |
| 1947年   | 328,000 | 1,697,000 | 851,000 | 845,000 | 5.16         | 100.67   |

據中華民國國民政府主計處統計局公佈的民國36年（1947年）人口普查結果，西康省人口為165萬1,132人。
據中華民國內政部戶政司於民國79年（1990年）臺閩地區戶口及住宅普查報告，臺閩地區籍貫為西康省的人數為1,497人，佔非臺灣省籍269萬4,917人口當中的0.05%。

## 歷史沿革
川邊在周代至漢代為西戎、西羌之地。
唐、宋兩代皆屬吐蕃（圖伯特），明代屬烏斯藏和朵甘思。

### 清朝時期
清康熙三十九年（1700年），和硕特部驻打箭爐（今康定）的营官杀死明正土司，清廷派四川提督进剿，攻占康定，雅砻江以东的土司降，畫入四川范围，称为“炉边”地区。
康熙五十八年（1719年）后，清军进入西藏驱逐准噶尔部和平定罗布藏丹津叛乱，相继招降了康区各土司，整个康区纳入四川。
但由于行政区划尚未明确，达赖和云南都提出对理塘等地的要求。
雍正三年（1725年），川陕总督岳钟琪提出：“将距打箭炉甚远，难以遥制”的昌都、洛隆、桑昂曲（察隅）等地赏给达赖喇嘛管理；将中甸、德钦等地划归云南管辖；将巴、理塘等仍归四川辖属”。次年经清廷批准，四川提督周瑛主持会勘以宁静山（今芒康山）立界碑划分了川、滇、藏的康区。

### 清末（建省準備期）
1903年發生木龍年戰爭，英軍進入拉薩，促使清政府重視對藏區的控制。光緒三十年（1904年），建昌道趙爾豐向四川總督錫良上“平康三策”：第一策是整頓治理西康與川滇腹地邊境野番地區。“將腹地三邊之倮夷，收入版圖，設官治理，……三邊既定，則越巂、甯遠亦可次第設治，一道同風”。第二策是將西康改土歸流，建為行省。“力主改康地為行省，改土歸流，設置郡縣，以丹達為界，擴充疆宇，以保西陲”。第三策是開發西康，聯川、康、藏為一體，建西三省。“改造康地，廣興教化，開發實業，內固蜀省，外拊西藏，迨勢達拉薩，藏衛盡入掌握，然後移川督于巴塘，而於四川、拉薩，各設巡撫，仿東三省之例，設置西三省總督，藉以杜英人之覬覦，兼制達賴之外附”。據稱：“錫良嘉其議，據以入奏，廷旨報可。”這是一個較為系統的經營西康的計劃，其核心內容是改土歸流，西康建省，衛川圖藏禦英。
光緒三十一年（1905年）初，川邊地區發生“巴塘之亂”，巴塘土司與丁林寺喇嘛聚眾焚燒法國天主教堂，殺死兩名法國傳教士，並打死清政府駐藏幫辦大臣鳳全及其隨員百餘人。事發後，四川總督錫良、成都將軍綽哈布奏派四川提督馬維騏、建昌道趙爾豐會同“剿辦”。六月，馬、趙率軍擊敗巴塘、理塘土司軍隊，打死理塘土司和桑披寺喇嘛，並將巴塘正、副土司正法，平定巴塘、理塘。隨後，馬維騏回川，趙爾豐留任川邊善後督辦，處理巴塘、理塘改土歸流事宜，並繼續征戰鄉城等地。
光緒三十二年（1906年）六月，錫良、綽哈布奏清“乘此改土歸流，照寧夏、青海之例，先置川滇邊務大臣，駐紮巴塘練兵，以為西藏聲援，整理地方為後盾。川、滇、邊、藏聲氣相通，聯為一致，一勞永逸，此西南之計也”。清政府任命趙爾豐為督辦川滇邊務大臣，駐紮巴塘，統轄四川西部打箭爐廳（治今四川省康定縣）及所屬各土司和西藏康部。川滇邊務大臣的設立，揭開了川邊地區改土歸流的新篇章。原拟将云南藏区一并纳入，后由于形势的发展未实现。在赵尔丰的锐意经营下，“川边”辖境甚至控制了原来一直属于几不管的地区，如三岩、波密等地，直到今林芝地区工布江达县（太昭）。
宣統三年（1911年），川滇邊務大臣傅嵩炑在奏折中，首次提出建立西康省：「查邊境乃古康地，其地在西，擬名曰西康省」，建省後可以「守康境，衛四川，援西藏，一舉而三善備。傅嵩炑設想中的西康省範圍，「東自打箭爐地，西至丹達山頂（在边坝县）止，計三千餘里；南抵維西、中甸，北至甘肅西寧，計四千餘里」。同年，清廷擬分設西康省，升打箭爐為康定府，升巴安廳為巴安府，新設登科府、昌都府及得榮等11委員以及碩搬多理事。
自1911年保路运动暴发后，傅嵩炑的戍康部队调回四川参与镇压，西康防卫缺失。在英国的支援下西藏噶厦派兵入境，占据昌都、金沙江以东的德格、邓柯、白玉、石渠等地，清政府西康省被架空:339。

### 中華民國時期

#### 北洋時期（川邊特別區）
中華民國成立後，北洋政府在22個省之外設了熱河、察哈爾、綏遠、川邊等幾個特別區。
民国元年（1912年），政府设立了川边经略使，积极筹划西康建省。当时西藏局势动荡，民国3年（1914年）划康定以西（包括金沙江以西由拉萨噶廈政府实控的今昌都地区）为川边特别区，受四川省节制。
由於中國拒絕簽署《西姆拉條約》，川藏之間並未劃定邊界。1914至1918年發生第一次康藏邊界糾紛，第十三世達賴喇嘛派藏军攻入康区西部，占领了康区甘孜、新龙以西地区。经英国人台克曼调停，川藏雙方以川藏通道上的瓦合山（怒山山脈的一段）為停戰線。藏軍占有洛隆、桑昂、察隅一線以西之地，将康区的邓科、德格、昌都、类乌齐等13县划归西藏；川軍駐守類烏齊、恩達、察雅、鹽井一線。西康建省一事遂告停顿。

#### 西康建省

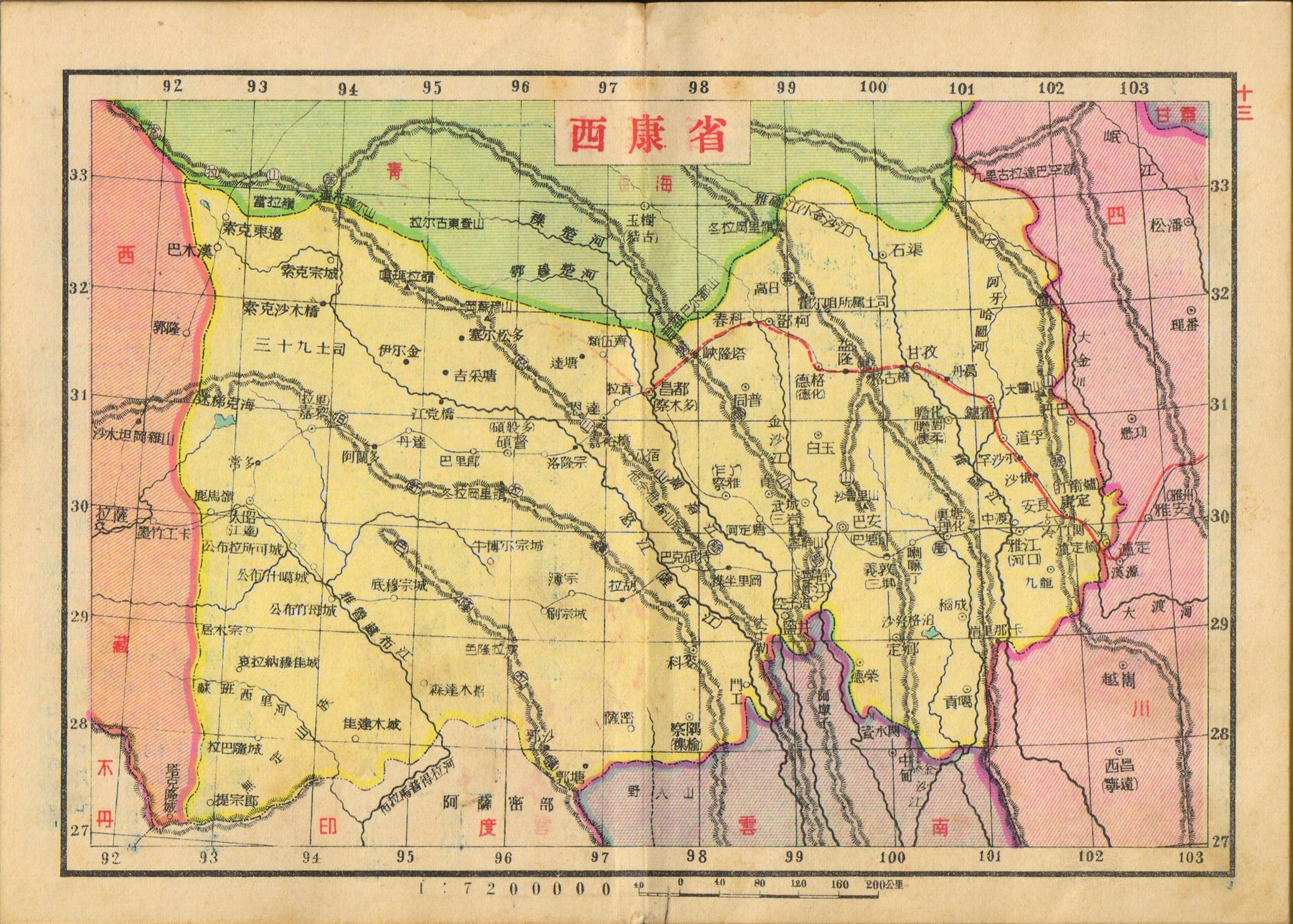
亚新地学社1936年《袖珍中华全图》的西康省地图，甯遠、雅州尚未划入

民國17年（1928年）8月29日，中央政治會議大致決定熱河、察哈爾、綏遠、青海、川邊改省，9月17日，国民党中央全会决议改熱河、察哈爾、綏遠、寧夏、青海、西康特别区為省。民國18年（1929年）2月4日派吳醒漢為西康專使，處理川軍入康及組織省政府事宜。同年旅京康巴人格桑泽仁、刘家驹等呈文促請西康建省。
1930年－1932年發生第三次康藏纠纷，川軍勝利，康藏雙方于1932年9月在崗拖簽定停战协定，以金沙江為界。
1934年（民國23年）12月25日，行政院決議派劉文輝為西康建省委員會委員長。1935年（民国24年）川边特别区改为西康行政督察区，7月22日西康建省委員會在雅安正式设立，实际上辖康定地区20个县以及宣称但已被西藏噶廈政府占据的13个县（金沙江以西），刘文辉就职委员长，并设立民政、财政、教育、建设等科。民國25年（1936年）9月23日，西康建省委員會遷至康定縣。
在籌建之初，刘文辉提出要将四川省的雅安和西昌地区划入西康省的要求，但遭到四川省民政厅厅长甘绩镛的回绝，同时当时的四川省省主席刘湘对此要求也不赞同。1938年（民國27年）1月20日刘湘病逝，其部下第四十四军军长王缵绪为了当上四川省主席极力拉拢刘文辉，许诺如果他当上省主席后同意划雅安和西昌给刘文辉:343。
時值全國各地全民、全軍對日抗戰的持续扩大，局势日渐危急，四川省政府和西康建设委员会向行政院呈文指出建立西康省的必要性。1938年（民国28年）3月14日，國民政府改組西康建省委員會，並於9月1日將原屬四川的甯遠（今凉山彝族自治州）、雅州（今雅安地區，除名山縣外）兩屬14縣2設治局正式劃歸西康建省委員會管轄。隨即撤銷西康建省委員會，改組成立省政府，將原西康行政督察區和四川省所屬第十七、十八行政督察區合併，建置西康省，實行川、康分治。4月，刘文辉与中華民國國民政府主席蒋中正在漢口会面，蔣中正答应将西昌和雅安划给刘文辉、西康的财政会由四川和国民政府补助并提出拨款援建川康公路。11月22日，行政院議決西康准予建省，11月28日行政院致电刘文辉批准建立西康省:344，12月13日通過西康省政府委員，以劉文輝任主席。
1939年（民國28年）1月1日，西康省政府成立，省會設在康定縣，劉文輝為省主席。秘書長為張為炯、民政廳廳長為段班級、財政廳廳長為李萬華、教育廳廳長韓孟鈞、建設廳廳長為葉秀峰、保安處處長為王靖宇。全省轄33個縣和3個设治局，以康定縣為省會，全省面積共351,521平方公里，人口一百五十萬人:345。

#### 康藏糾纷
西康曾與西藏噶廈發生邊界糾纷，史稱康藏糾纷。辛亥革命後，駐西藏清軍相繼嘩變。達賴遣藏兵攻陷般多、乍丫、察木多等地。
民國元年（1912年），袁世凱調四川都督尹昌衡任川邊鎮撫使兼西征軍總司令，率兵西征。雲南都督蔡鍔也派滇軍入西康聲援。川軍大破藏軍於理塘、巴塘之間，收復察木多、乍丫各地。
民國7年（1918年），西藏軍隊克陷昌都城後，將部隊分並南北兩路進軍，北路方面軍很快佔領金沙江西岸十三縣，並且渡江攻佔瞻對，包圍甘孜。在英國仲裁下，於8月19日簽定《中藏昌都停戰條約》。
民國21年（1932年）2月27日，西康黨務特派員格桑澤仁在巴安將當地駐軍繳械。3月5日，格桑澤仁在巴安組織西康建省委員會及省防軍。8月22日，西康事變解決，格桑澤仁離康赴成都。12月31日，内江會議令劉文輝部退往西康。民國22年（1933年）8月17日，劉文輝於雅安發出通電，宣佈馳赴西康，致力國防。
民國25年（1936年）11月，劉文輝率領章鎮中等團前往康定，並派章團駐進甘孜防止藏軍進一步入侵。見此狀，藏軍派代表士郎多吉到康定與劉文輝商定協議。劉文輝與藏軍代表達成協定與藏軍以金沙江為界，藏軍前攻佔的金沙江以東的德格等四縣歸還給西康。至此，劉文輝管理康南、康北十九個縣和一個設治局:342。
民國32年（1943年）5月25日，西康省民政廳長冷融因禁煙問題在溫江被刺。
民國35年（1946年）4月15日，西康天全、滎經民眾因反抗剷煙，與軍隊發生激戰，雙方傷亡慘重，保安司令張祿實被殺。12月3日，西康發生天全民變，軍民衝突。12月14日，有西康代表請願，要求撤換省政府主席劉文輝。12月16日，天全民變事態擴大，當地民眾組織西康政治革新運動委員會。12月31日，西康程志武等人使用武力反劉文輝，攻破天全。
民國36年（1947年）1月4日，反劉文輝的武裝集團進逼雅安。1月7日，西康劉文輝部收復蘆山。1月24日，西康寶興、滎經一帶繼續發生軍民激戰。1月31日，張群自南京飛抵成都，處理四川政務及西康暴動事宜。3月1日，西康劉文輝軍與程志武於雅安附近激戰。4月1日，西康劉文輝部武裝運鴉片過天全，被地方武裝截擊。4月10日，西康參議會要求劉文輝實踐自己的諾言，查剷煙苗，停收煙捐。4月11日，西康民變領袖朱世正等人投誠。5月1日，西康天全民變領袖朱世正、李元亨投誠。

#### 國共內戰時期
民國37年（1948年）12月10日，中華民國總統府宣布「除新疆省、青海省、西康省、臺灣省、西藏地方外，全國其餘地區實施戒嚴」。
民國38年2月14日，張群赴成都會見西康省政府主席劉文輝，劉部軍隊進抵成都附近。10月2日，藏軍進集西康邊境。10月31日，共軍自青海玉樹進入西康德格。12月9日，西康省主席、第24军军长刘文辉、西南长官公署副长官鄧锡侯、潘文華在彭縣發佈投誠中共通電，是为彭县起义。12月12日，李昆岗由西昌飞成都，向胡宗南报告解决了在西昌的刘文辉所部第24军副军长兼第36师师长伍培英部的经过，胡宗南同意由贺国光兼任西康省主席，在西昌恢复西康省政府组织。12月24日，西康省政府委員兼民政廳廳長張為炯，委員兼財政廳廳長李萬華，委員兼教育廳廳長張坦如，委員兼建設廳廳長王孟周，委員兼秘書長陶世傑均應免本兼各職；西康省政府委員王靖宇、格聰呼圖克圖、楊秉離、唐英、李先春均應予免職；任命袁品文為西康省政府委員兼民財處處長，龍晴初為委員兼建教處處長；任命曹長璧、孫仿吉、紹虞、徐仲偉、蘇華洲、張為瑛、羊清全、曹善祚、諸葛善繼、張為瑄為西康省政府委員；任命王子先為西康省保安處長、賴秉權為田糧處處長:2。12月25日，正式发表西昌警备总司令部总司令贺国光为西康省代主席。
民國39年（1950年）1月1日，胡宗南在西昌任職西南军政长官公署代长官。1月中旬，「中國共產黨西康区委员会」在成都組建，着手进军攻擊西康。2月1日，中共軍隊进驻雅安，2月7日，中共「西康军区」在雅安成立。3月12日，中共軍隊发動西昌戰役，3月21日，共軍包圍西昌县，3月26日晚，胡宗南与他的同僚与部属贺国光（西康省政府主席）、赵龙文（秘书长）等10人登機緊急撤離赴海南岛。3月27日，共軍进占西昌县城，4月中旬，西昌戰役結束，近3萬名中華民國國軍潰散。10月初，共軍向西藏的康區首府昌都發起攻擊，10月19日攻占昌都，10月24日戰役全部結束，西康省及昌都转而由共产党控制。

## 治理

### 部分藏人移風易俗
趙爾豐改土歸流後中央权力才自1900-1940年代逐步推到甘孜各縣，在此过程各地的具体情况大相径庭，留下不少史料。
移風易俗方面的史料，例如寫到甘孜县 “凡临城附近及大路一带半为同化，因商人远贯，不但知汉人礼节，且知各国风俗。”德格县在未设治前与甘孜类似，且 “喜供关公灶王爷，凡有此者不问而知为汉人，故游此沿途不用翻译可知言事”清朝中后期在康区的军事行动將中原的軍事習俗傳入， “康人于康藏军事，但知有‘岳公爷’，任何战功皆归之。”
由此，“荒城小集，均有武庙，汉藏民众，视之惟谨”。
中央派的縣官與當地藏寺和頭人的權鬥亦有不少史料。甘孜与西藏地方接界， “藏番虐民甚于汉官百倍”，因此 “县境任命对汉官颇爱戴，惟汉官每简任土司头人以办事，而事权遂操于头人之手。”泸定县 “风俗淳朴，官威尊严，吏治设施极易”，理化县 “一切政务全操持与城内勒棠喇嘛寺”， “县署不过为对付上峰之公告于喇嘛寺而已”。道孚县 “遇干吏则惟命是听，遇慈吏则故为刁顽”。雅江县 “县令仅及于较近村落”，某些地区 “民俗刁悍，加以僻边，官厅无权过问，总有政令，亦置若罔闻，稍有不遂，则与县府对抗。” 

### 对彝人的三化政策
1939年凉山地区被划归西康称为“宁属”后，和邓秀廷等汉人地方武装对彝民以武力征伐和分化内部为主的策略相反，时任西康省主席的刘文辉提出了倡导“德化、同化、进化”的“三化政策”，制定了六大具体办法：“不收见面礼”、“不取投诚费”、“不准打冤家”、“不轻用武力”、“汉倮平等”、“黑白平等”。
刘在当地设立了宁属屯垦委员会（以下简称“屯委会”）专事“夷务问题”，并制定了《西康省政府治理宁属边务方案》。其中最为核心的是，试图分批次建立各类“政治指导区”，用于组织管理流散彝民，希望借此作为广大彝区建立县制的过渡机构，将彝区纳入国家政权之中。

## 行政區劃

### 清末民初西康行政區劃
清宣統三年（1911年），清廷擬分設西康省，升打箭爐為康定府（轄裏化廳、安良廳、河口縣、稻城縣），升巴安廳為巴安府（轄三壩廳、定鄉縣、鹽井縣），新設登科府（下轄德化州、白玉州、石渠縣、同普縣）、昌都府（轄恩達廳、乍丫縣），另有得榮、江卡、貢覺、桑昂、雜瑜、三嚴、甘孜、章谷、道塢、瞻對、瀘定橋等11委員以及碩搬多理事。
民國元年（1912年），川邊區域內的行政區劃有康定府、安良廳、化林縣、瀘定縣、雅江縣、道孚縣、太寧分縣、理化府、懷柔縣、定鄉縣、稻城縣、貢噶分縣、巴安府、義敦縣、得榮縣、武成縣、鹽井縣、寧靜縣、昌都縣、察雅縣、貢縣、察隅縣、科麥縣、恩達廳、鄧科府、甘孜州、鑪霍縣、石渠縣、德化州、白玉縣、同普縣，甘31個行政區域。10月初，在察木多以西設立嘉黎府、恩達縣、碩督縣、太昭縣、丹巴縣。
民國2年（1913年），遵照1月8日公佈的三個《劃一令》，各府廳州一律改稱為縣。3月，新置道孚、瞻化、鑪霍、昌都、德榮、武成、寧靜、察雅、貢縣、恩達、察隅、科麥、丹巴、嘉黎、碩督、太昭等16縣。

### 省、縣之間的行政區

#### 道制
民國二年（1913年）3月5日，川邊鎮撫使向內務部電陳設立邊東、邊西2道。內務部於3月13日電覆照准：邊東道轄康定、安良、瀘定、雅江、道孚、理化、懷柔、稻城、貢噶、巴安、義敦、鹽井、甘孜、鑪霍、丹巴、定鄉16縣，觀察使駐康定縣；邊西道轄昌都、德榮、武城、寧靜、察雅、貢縣、察隅、科麥、恩達、鄧柯、石渠、白玉、德格、同普、嘉黎、碩督、太昭17縣，觀察使駐康定縣。民國3年（1914年）4月裁撤2道。
民國5年（1916年）1月23日在原邊東、邊西2道境設置川邊道，道尹為繁要缺，一等。駐康定縣，轄康定、安良、瀘定、雅江、道孚、理化、懷柔、稻城、貢噶、巴安、義敦、鹽井、甘孜、鑪霍、丹巴、定鄉、昌都、德榮、武城、寧靜、察雅、貢縣、察隅、科麥、恩達、鄧柯、石渠、白玉、德格、同普、嘉黎、碩督、太昭33縣。民國十四年（1925年）廢，設康東道（駐甘孜）、康北道（駐理化）。

#### 行政督察區
民國24年（1935年）西康特別區置行政督察區，領31縣，專署駐康定縣。民國28年（1939年），西康省政府成立，全省劃為6個行政督察區。民國36年（1947年）6月，改設2行政督察區和3類省政府直轄地。民國38年（1949年），再改為5個行政督察區。中共建政後由各專區取代。
第一行政督察區
西康省政府成立後，設立「第一行政督察區」，專署駐康定縣，轄康定縣、九龍縣、雅江縣、道孚縣、丹巴縣、金湯設治局、泰寧實驗區計5縣1局1實驗區。民國二十九年（1940年），泰寧實驗區改為泰寧設治局，民國34年（1945年）2月，改為乾寧縣。計轄縣數為6縣1局。民國36年（1947年）6月改第一類省政府直轄地，道孚縣改隸新的「第一區」，雅江縣改隸新的「第二區」。民國38年（1949年）恢復原行政督察區，計轄縣數為4縣1局。
中共建政後由藏族自治區取代。
第二行政督察區
前身為四川省舊雅州府地，「四川省第十七行政督察區」，民國28年（1939年），劃入西康省，轄滎經縣、雅安縣、蘆山縣、天全縣、寶興縣、漢源縣、瀘定縣，專署駐滎經縣。民國36年（1947年）6月改第二類省政府直轄地，民國38年（1949年）恢復原行政督察區。
中共建政後由雅安專區取代。
第三行政督察區
前身為「四川省第十八行政督察區」，民國28年（1939年），劃入西康省，轄西昌縣、越嶲縣、冕寧縣、昭覺縣、會理縣、鹽源縣、鹽邊縣、寧南縣、寧東設治局計8縣1局，專署駐西昌縣。民國32年（1943年）4月，析西昌縣置德昌設治局。民國34年（1945年）3月，析西昌縣置普格設治局；12月，德昌設治局改制為德昌縣。民國35年（1946年）3月，析冕寧縣置瀘寧設治局。計轄縣數增為9縣3局。民國36年（1947年）6月改第一類省政府直轄地，民國三十八年（1949年）恢復原行政督察區。
中共建政後由西昌專區取代。
第四行政督察區
西康省政府成立後，在該區分別設置「第四行政督察區」及「第五行政督察區」。第四區轄甘孜縣、德格縣、鄧柯縣、石渠縣、白玉縣、瞻化縣、鑪霍縣計7縣，專署駐甘孜縣。第五區轄理化縣、巴安縣、德榮縣、定鄉縣、稻城縣、義敦縣計6縣，專署駐理化縣。
民國36年（1947年）6月調整行政督察區，原第四區改稱「第一行政督察區」，劃入原第一區的道孚縣，計轄縣數為8縣，駐所未變。原第五區改稱「第二行政督察區」，劃入舊第一區的雅江縣，計轄縣數為7縣，駐所未變。民國38年（1949年），合併2行政督察區為新「第四行政督察區」計轄縣數為15縣，專署駐甘孜縣。
中共建政後由藏族自治區取代。
第五行政督察區
西康省金沙江以西地區，即昌都縣、同普縣、武成縣、貢縣、察雅縣、寧靜縣、鹽井縣、科麥縣、察隅縣、恩達縣、碩督縣、嘉黎縣、太昭縣等13縣，長期由以第十三世達賴喇嘛為首的西藏政府的控制，西康省政府對當地並無實際控制權。西藏部署了數萬的軍隊於此，後隨之間的衝突，西藏及西康的控制區域互有進退。民國28年（1939年）西康省政府成立後，以此區域設置「第六行政督察區」。民國36年（1947年）6月改第三類省政府直轄地，民國38年（1949年）又改稱新「第五行政督察區」。
中共建政後，於1950年10月向西藏的康區首府昌都發起攻擊，19日攻占昌都，成立了昌都地區。

### 縣級行政區
西康省建省以前，名義上轄有32縣，因康西一帶由西藏佔據，實際僅控有11縣。有關官員、學者提出擴充轄境的建議，最終國民政府參照熱河諸省建省時，分別劃入鄰省若干縣的先例，於民國27年（1938年）7月決定將四川的雅安、蘆山、天全、榮經、漢源、寶興、越嶲、冕寧、西昌、會理、昭覺、鹽邊、鹽源、寧南14縣及金湯、寧東2設治局劃入西康省。
民國28年（1939年）正式建省時，轄46縣，2設治局，1（墾殖）實驗區。「由於金沙江以西的西藏昌都、恩達、太昭13個縣處於當時西藏地方政府的實際控制之下，西康省屬於「遙領」，因而西康省實際上共轄有36個縣及縣級單位。」期間新置德昌、乾寧2縣及普格、瀘寧2設治局。民國38年（1949年）時，西康省劃分為5行政督察區，下轄48縣、4設治局。民國77年（1988年）7月，行政院公布《中華民國各省（市）縣（市）行政區域代碼》，為各省縣市編定代碼，該法規於民國94年（2005年）10月停用。西康省各縣、局沿革情況如下：
| 西康省     | 西康省   | 西康省 | 西康省          | 西康省                                           | 西康省 | 西康省 | 西康省 |
| 行政督察區 | 專署駐地 | 代碼   | 縣等級          | 縣局                                             | 駐地（2023年4月） | 北洋時期 | 沿革 |
| ---------- | -------- | ------ | --------------- | ------------------------------------------------ | --- | --- | --- |
| 第一區     | 康定縣   | 08001  | 未定            | 康定縣 དར་རྩེ་མདོ།                                  | 打箭爐（今四川省康定市駐地爐城街道）                                                                                       | 川邊道 | 西康省省會。清代為康定府直轄地，民國二年（1913年）3月廢府改縣。屬四川省。民國三年（1914年）移屬川邊特別區。 |
| 第一區     | 康定縣   | 08004  | 未定            | 九龍縣 བརྒྱད་ཟིལ། བརྒྱད་ཟུར།                           | 九龍（呷爾壩，今四川省九龍縣駐地呷爾鎮）                                                                                   | 川邊道 | 民國元年（1912年）由康定縣南境土司置九龍設治委員。屬四川省。民國3年（1914年）移屬川邊特別區。民國15年（1926年）1月改置縣。                                                                                     |
| 第一區     | 康定縣   | 08016  | 未定            | 丹巴縣 རོང་བྲག                                     | 章谷屯（今四川省丹巴縣駐地章谷鎮南白呷依村）                                                                               | 川邊道 | 清代為丹東、巴底、巴旺三土司轄境，民國元年（1912年）置丹巴設治委員，民國3年（1914年）改置縣；屬四川省。同年移屬川邊特別區。                                                                                    |
| 第一區     | 康定縣   | 08045  | 未定            | 乾寧縣                                           | 惠遠寺（亞卓，今四川省道孚縣東南八美鎮惠遠寺）                                                                             | 川邊道 | 本為清代的泰寧營轄區，民國26年（1937年）析康定、道孚2縣置泰寧實驗區，民國29年（1940年）改置泰寧設治局，民國34年（1945年）12月改置縣。                                                                          |
| 第一區     | 康定縣   | 08050  | 未定            | 金湯設治局                                       | 金湯壩（湯壩村，今四川省康定縣東北金湯鎮寇家河壩村）                                                                       | (四川省建昌道) | 民國21年（1932年）6月析寶興縣西部上魚通地方置。屬四川省。民國27年（1938年）9月移屬西康省。 |
| 第二區     | 滎經縣   | 08005  | 未定            | 瀘定縣 ལྕགས་ཟམ                                    | 橋頭（河東鄉，今四川省瀘定縣駐地瀘橋鎮）                                                                                   | 川邊道 | 清代為康定府瀘定橋巡檢司轄境，民國元年（1912年）6月改置縣，民國2年（1913年）3月列表報內務部。屬四川省。民國3年（1914年）移屬川邊特別區。                                                                       |
| 第二區     | 滎經縣   | 08028  | 未定            | 雅安縣                                           | 雅州城（城廂鎮，今四川省雅安市城區）                                                                                       | 四川省建昌道 （駐地） | 清代為雅州府附郭雅安縣，辛亥革命後廢縣留府，府僅轄原雅安縣地。民國2年（1913年）2月廢府復置縣。屬四川省。民國27年（1938年）9月移屬西康省。                                                                      |
| 第二區     | 滎經縣   | 08029  | 未定            | 蘆山縣                                           | 蘆陽鎮（今四川省蘆山縣駐地蘆陽街道）                                                                                       | 四川省建昌道 | 屬四川省。民國27年（1938年）9月移屬西康省。 |
| 第二區     | 滎經縣   | 08033  | 未定            | 天全縣                                           | 城廂鎮（今四川省天全縣東城廂鎮）                                                                                           | 四川省建昌道 | 清代為天全州，民國2年（1913年）2月廢州改縣。屬四川省。民國27年（1938年）9月移屬西康省。 |
| 第二區     | 滎經縣   | 08040  | 未定            | 滎經縣                                           | 城東鎮（今四川省滎經縣駐地嚴道街道）                                                                                       | 四川省建昌道 | 一作榮經縣，屬四川省。民國27年（1938年）9月移屬西康省。 |
| 第二區     | 滎經縣   | 08041  | 未定            | 漢源縣                                           | 清溪鎮（今四川省漢源縣北清溪鎮）                                                                                           | 四川省建昌道 | 清代為清溪縣，因與貴州省名重名，民國3年（1914年）1月改名。因縣西北有飛越山，漢水（今流沙河）發源於此，故名。屬四川省。民國27年（1938年）9月移屬西康省。                                                        |
| 第二區     | 滎經縣   | 08048  | 未定            | 寶興縣                                           | 穆坪（北城鎮，今四川省寶興縣駐地穆坪鎮）                                                                                   | (四川省建昌道) | 民國17年（1928年）析天全縣北部穆坪土司轄地置穆坪設治局，民國18年（1929年）12月與天全縣第6區合併置縣，縣名取自《中庸》所谓「寶藏興焉」之義。屬四川省。民國27年（1938年）9月移屬西康省。                         |
| 第三區     | 西昌縣   | 08030  | 未定            | 西昌縣 ꀒꎂ                                      | 甯遠城（城廂鎮，今四川省西昌市城區）                                                                                       | 四川省建昌道 | 清代為甯遠府附郭西昌縣，辛亥革命後廢縣留府，府僅轄原西昌縣地。民國2年（1913年）2月廢府復置縣。屬四川省。民國27年（1938年）9月移屬西康省。                                                                      |
| 第三區     | 西昌縣   | 08031  | 未定            | 德昌縣 ꄓꍣ                                      | 德昌鎮（今四川省德昌縣駐地德州街道）                                                                                       | (四川省建昌道) | 民國32年（1943年）1月析會理、西昌2縣麻隴、龍河、煌猷3設治指導區的黃草、橫山、海塔、金河、大花、小得石、晃橋、馬檳榔、麻柳坪等地置德昌設治局。民國34年（1945年）1月改置縣。                                     |
| 第三區     | 西昌縣   | 08032  | 未定            | 鹽源縣 ꑸꑼ                                      | 衛城鎮（今四川省鹽源縣東衛城鎮）                                                                                           | 四川省建昌道 | 屬四川省。民國27年（1938年）9月移屬西康省。 |
| 第三區     | 西昌縣   | 08034  | 未定            | 寧南縣 ꆀꆆꑤ                                    | 披砂（披砂鄉，今四川省寧南縣駐地披砂鎮）                                                                                   | (四川省建昌道) | 民國17年（1928年）析會理縣東北披砂土千戶轄地置披砂設治局，民國19年（1930年）4月改置寧南縣。因地處清代甯遠府之南，故名。屬四川省。民國27年（1938年）9月移屬西康省。                                             |
| 第三區     | 西昌縣   | 08042  | 未定            | 冕寧縣 ꍿꆈ                                      | 今四川省冕寧縣駐地城廂鎮）                                                                                                 | 四川省建昌道 | 屬四川省。民國27年（1938年）9月移屬西康省。 |
| 第三區     | 西昌縣   | 08043  | 未定            | 昭覺縣 ꏪꐦ                                      | 今四川省昭覺縣駐地新城鎮                                                                                                   | 四川省建昌道 | 屬四川省。民國27年（1938年）9月移屬西康省。 |
| 第三區     | 西昌縣   | 08044  | 未定            | 會理縣 ꑌꄷ                                      | 內東鎮（今四川省會理市駐地城關鎮）                                                                                         | 四川省建昌道 | 清代為會理州，民國二年（1913年）2月廢州改縣。屬四川省。民國27年（1938年）9月移屬西康省。 |
| 第三區     | 西昌縣   | 08046  | 未定            | 鹽邊縣                                           | 健康鎮（今四川省鹽邊縣西北二灘水電站）                                                                                     | 四川省建昌道 | 清代為鹽邊廳，民國2年（1913年）2月廢廳改縣。屬四川省。民國27年（1938年）9月移屬西康省。 |
| 第三區     | 西昌縣   | 08047  | 未定            | 越嶲縣 ꃺꄧ                                      | 城廂鎮（今四川省越西縣駐地越城鎮）                                                                                         | 四川省建昌道 | 清代為越嶲廳，民國2年（1913年）6月廢廳改縣。屬四川省。民國27年（1938年）9月移屬西康省。 |
| 第三區     | 西昌縣   | 08049  | 未定            | 寧東設治局                                       | 米市（今四川省喜德縣東南米市鎮）                                                                                           | (四川省建昌道) | 民國27年（1938年）4月析越嶲縣南部之巴旦夾谷米市壩子、咡咘地等處置。屬四川省，同年9月移屬西康省。 |
| 第三區     | 西昌縣   | 08051  | 未定            | 普格設治局 ꁌꐘ                                  | 中壩（普安鄉，今四川省普格縣駐地普基鎮）                                                                                   | (四川省建昌道) | 民國35年（1946年）3月析西昌縣東南馬雄、忠良2區及普安鄉置。 |
| 第三區     | 西昌縣   | 08052  | 未定            | 瀘寧設治局                                       | 二四營（瀘寧，今四川省冕寧縣西南錦屏鎮）                                                                                   | (四川省建昌道) | 民國35年（1946年）3月析冕寧縣東南瀘寧區置。 |
| 第四區     | 理化縣   | 08002  | 未定            | 巴安縣 འབའ་ཐང                                    | 巴塘（同化鎮，今四川省巴塘縣駐地夏邛鎮）                                                                                   | 川邊道 | 清代為巴安府直轄地，民國二年（1913年）3月廢府改縣。屬四川省。民國3年（1914年）移屬川邊特別區。 |
| 第四區     | 理化縣   | 08003  | 未定            | 義敦縣                                           | 三壩（義敦故治，今四川省巴塘縣東南波密鄉東南一帶）；民國28年（1939年）復置縣後治大朔塘（老義敦，今巴塘縣東南波密鄉波堆村） | 川邊道 | 清代為三壩廳，民國2年（1913年）3月廢廳改稱義敦縣。屬四川省。民國3年（1914年）移屬川邊特別區。民國10年（1921年）裁撤併入理化、巴安2縣。民國28年（1939年）析理化、巴安2縣地復置。                                |
| 第四區     | 理化縣   | 08006  | 未定            | 雅江縣 ཉག་ཆུ                                      | 河口鄉（今四川省雅江縣駐地河口鎮）                                                                                         | 川邊道 | 清代為河口縣，民國2年（1913年）3月改名，因地處雅龍江岸，故名。屬四川省。民國3年（1914年）移屬川邊特別區。 |
| 第四區     | 理化縣   | 08007  | 未定            | 道孚縣 རྟའུ                                        | 鮮水（今四川省道孚縣駐地鮮水鎮）                                                                                           | 川邊道 | 清宣統三年（1911年）置道隖委員，民國2年（1913年）3月改置縣。道隖在藏語中意為馬駒，因從山上俯視縣城，形似馬，故名。屬四川省。民國3年（1914年）移屬川邊特別區。                                                  |
| 第四區     | 理化縣   | 08008  | 未定            | 理化縣 ལི་ཐང                                      | 裡塘（今四川省理塘縣駐地高城鎮）                                                                                           | 川邊道 | 清代為理化廳，民國元年（1912年）稱理化府，民國2年（1913年）3月廢府改縣。屬四川省。民國3年（1914年）移屬川邊特別區。                                                                                            |
| 第四區     | 理化縣   | 08009  | 未定            | 瞻化縣 ཉག་རོང                                     | 中瞻對（今四川省新龍縣駐地茹龍鎮）                                                                                         | 川邊道 | 清代為瞻對委員轄地，民國元年（1912年）置縣，名懷柔縣。屬四川省。民國3年（1914年）移屬川邊特別區。因與京兆地方懷柔縣重名，民國5年（1916年）4月改名。因係舊瞻對土司地方改流，故名。                              |
| 第四區     | 理化縣   | 08012  | 未定            | 稻城縣 འདབ་པ་                                    | 稻壩（今四川省稻城縣駐地金珠鎮東上茹布村）                                                                                 | 川邊道 | 屬四川省。民國3年（1914年）移屬川邊特別區。 |
| 第四區     | 理化縣   | 08014  | 未定            | 甘孜縣 དཀར་མཛེས་རྫོང                                | 甘孜（今四川省甘孜縣駐地甘孜鎮）                                                                                           | 川邊道 | 第四行政督察區治所。清代為甘孜州，民國2年（1913年）3月廢州改縣。屬四川省。民國3年（1914年）移屬川邊特別區。 |
| 第四區     | 理化縣   | 08015  | 未定            | 鑪霍縣 བྲག་འགོ                                     | 老街（老街鄉，今四川省爐霍縣駐地新都鎮西北老街）                                                                           | 川邊道 | 清代為爐霍屯委員轄地，民國元年（1912年）改置縣。屬四川省。民國3年（1914年）移屬川邊特別區。 |
| 第四區     | 理化縣   | 08017  | 未定            | 定鄉縣 ཕྱག་ཕྲེང                                     | 河西鄉仲得村（桑坡寺，今四川省鄉城縣駐地香巴拉鎮）                                                                         | 川邊道 | 屬四川省。民國3年（1914年）移屬川邊特別區。 |
| 第四區     | 理化縣   | 08019  | 未定            | 得榮縣 སྡེ་རོང                                      | 索美村（今四川省得榮縣駐地松麥鎮）                                                                                         | 川邊道 | 清宣統三年（1911年）置德榮委員，民國2年（1913年）3月置德榮縣。屬四川省。民國3年（1914年）移屬川邊特別區。民國20年（1931年）以後「得」、「德」兼用。民國36年（1947年）定為得榮縣。                              |
| 第四區     | 理化縣   | 08021  | 未定            | 德格縣 སྡེ་དགེ                                      | 城關（更慶鄉，今四川省德格縣駐地更慶鎮）                                                                                   | 川邊道 | 清代為德化州，民國2年（1913年）3月廢州改置德化縣。因與福建、江西2省縣名重，民國3年（1914年）1月改名。因原德格土司得名。屬四川省。民國3年（1914年）移屬川邊特別區。民國7年（1918年）以後被西藏佔領。            |
| 第四區     | 理化縣   | 08027  | 未定            | 石渠縣 སེར་ཤུལ་                                    | 雜渠卡（今四川省石渠縣駐地尼呷鎮南菊母村）                                                                                 | 川邊道 | 屬四川省。民國三年（1914年）移屬川邊特別區。民國7年（1918年）以後被西藏佔領。 |
| 第四區     | 理化縣   | 08038  | 未定            | 鄧柯縣                                           | 登科（今四川省石渠縣南洛須鎮）                                                                                             | 川邊道 | 清代為登科府，民國2年（1913年）3月廢府改縣。藏語「鄧」節傳說中格薩爾王之大臣鄧瑪，「柯」意為內部，因民居在「鄧瑪屬地」之內，故名。屬四川省。民國3年（1914年）移屬川邊特別區。民國7年（1918年）以後被西藏佔領。 |
| 第四區     | 理化縣   | 08039  | 未定            | 白玉縣 དཔལ་ཡུལ                                    | 白玉（今四川省白玉縣駐地建設鎮）                                                                                           | 川邊道 | 清代為白玉州，民國2年（1913年）3月廢州改縣。屬四川省。民國3年（1914年）移屬川邊特別區。民國7年（1918年）以後被西藏佔領。                                                                                       |
| 第五區     |          | 08010  | 未定            | 寧靜縣 སྨར་ཁམས                                    | 江卡（今西藏自治區芒康縣駐地嘎托鎮）                                                                                       | 川邊道 | 清宣統三年（1911年）置江卡委員，民國元年（1912年）置縣。屬四川省。民國3年（1914年）移屬川邊特別區。民國7年（1918年）以後被西藏佔領。                                                                           |
| 第五區     | 08011    | 未定   | 察雅縣 བྲག་གཡབ   | 乍丫（今西藏自治區察雅縣駐地煙多鎮）             | 川邊道 | 清宣統三年（1911年）置乍丫理事，民國元年（1912年）置縣。察雅，藏語意為岩檐，即地有山峰，下瞰如檐，故名。屬四川省。民國3年（1914年）移屬川邊特別區。民國7年（1918年）以後被西藏佔領。 | |
| 第五區     | 08013    | 未定   | 鹽井縣          | 蒲丁村（今西藏自治區芒康縣駐地嘎托鎮）           | 川邊道 | 屬四川省。民國3年（1914年）移屬川邊特別區。民國7年（1918年）以後被西藏佔領。 | |
| 第五區     | 08018    | 未定   | 昌都縣 ཆབ་མདོ་གྲོང | 察木多（今西藏自治區昌都市卡若區駐地城關鎮）     | 川邊道 | 清代在昌都地方設察木多理事官，民國2年（1913年）3月置縣。屬四川省。民國3年（1914年）移屬川邊特別區。民國7年（1918年）以後被西藏佔領。 | |
| 第五區     | 08020    | 未定   | 武成縣 བྱང་གསུམ   | 中岩（西藏自治區貢覺縣東南雄松鄉）               | 川邊道 | 清宣統三年（1911年）置三岩委員，民國2年（1913年）3月置縣。屬四川省。民國3年（1914年）移屬川邊特別區。民國7年（1918年）以後被西藏佔領。 | |
| 第五區     | 08022    | 未定   | 同普縣 གདོང་ཕུ    | 同普（今西藏自治區江達縣東北同普鄉）             | 川邊道 | 屬四川省。民國3年（1914年）移屬川邊特別區。民國7年（1918年）以後被西藏佔領。 | |
| 第五區     | 08023    | 未定   | 貢縣 གོ་འཇོ       | 貢覺（今西藏自治區貢覺縣駐地莫洛鎮南）           | 川邊道 | 清宣統三年（1911年）設貢覺委員，民國2年（1913年）3月置縣。屬四川省。民國3年（1914年）移屬川邊特別區。民國7年（1918年）以後被西藏佔領。 | |
| 第五區     | 08024    | 未定   | 察隅縣 རྫ་ཡུལ     | 雜貐（今西藏自治區察隅縣西下察隅鎮）             | 川邊道 | 清宣統三年（1911年）設雜瑜委員，民國2年（1914年）3月置縣。屬四川省。民國3年（1914年）移屬川邊特別區。同年為西藏佔領。 | |
| 第五區     | 08025    | 未定   | 科麥縣          | 桑昂（今西藏自治區察隅縣北古玉鄉一帶）           | 川邊道 | 原屬西藏桑昂曲宗管轄，清宣統三年（1911年）設桑昂委員，民國2年（1913年）3月置縣。屬四川省。民國3年（1914年）移屬川邊特別區。同年被西藏佔領。 | |
| 第五區     | 08026    | 未定   | 恩達縣 རི་བོ་ཆེ    | 恩達塘（今西藏自治區類烏齊縣駐地桑多鎮南恩達村） | 川邊道 | 清代為察木多屬地，民國元年（1912年）置恩達設治委員。民國2年（1913年）3月川邊鎮撫使改縣並列表報部。屬四川省。民國3年（1914年）移屬川邊特別區。民國7年（1918年）以後被西藏佔領。 | |
| 第五區     | 08035    | 未定   | 嘉黎縣 ལྷ་རི      | 拉里（今西藏自治區嘉黎縣東北嘉黎鎮）             | 川邊道 | 原為阿里寺黑教呼圖克圖管轄地，清宣統三年（1911年）擬設流官，因辛亥革命爆發未能實行。民國元年（1912年）尹昌衡擬設嘉黎縣，民國2年（1913年）3月置縣，然因為西藏佔領，未能實行。其規劃的縣境為：「本縣在北經23度，東緯31度，踞冬拉岡里嶺之陽，西倚鹿馬嶺，其形勢南北長方如屏。全縣面積39230方里。其疆域北以扎拉嶺與九族縣界，東至魯貢喇山頂與碩督縣界，南至長鄉與太昭縣界，西以鹿馬嶺與西藏墨竹工卡界，西北一隅與德木相連」。屬四川省。民國3年（1914年）移屬川邊特別區。 | |
| 第五區     | 08036    | 未定   | 碩督縣 ཤོ་པ་མདོ   | 碩般多（今西藏自治區洛隆縣西碩督鎮）             | 川邊道 | 民國元年（1912年）尹昌衡擬置碩督府，國務院於10月1日電復核准。民國2年（1913年）3月以碩班多地方置縣，然因為西藏佔領，未能實行。屬四川省。民國3年（1914年）移屬川邊特別區。 | |
| 第五區     | 08037    | 未定   | 太昭縣 རྒྱ་མདའ་   | 江達尚（今西藏自治區工布江達縣西北江達鄉）       | 川邊道 | 本為江達地方。民國元年（1912年）尹昌衡擬置太昭府，嗣後通稱為太昭縣。民國2年（1913年）3月置縣。屬四川省。民國3年（1914年）移屬川邊特別區。同年為西藏佔領。 | |

## 行政區劃年表
| 西康省行政區劃年表                                                        |          |    |    |    |         | |
| 說明：「?」表示不能確定其發生年份或月份，故放於最有可能的一年內，詳見注釋 |          |    |    |    |         | |
| 西元                                                                      | 民國紀元 | 縣 | 市 | 局 | 其他    | 行政區劃變更 |
| 1914年                                                                    | 民國3年  | 31 |    |    | 1委員   | - 四川省康定縣來隸（4月） - 四川省巴安縣來隸（4月） - 四川省義敦縣來隸（4月） - 四川省九龍設治委員來隸（4月） - 四川省瀘定縣來隸（4月） - 四川省雅江縣來隸（4月） - 四川省道孚縣來隸（4月） - 四川省理化縣來隸（4月） - 四川省懷柔縣來隸（4月） - 四川省寧靜縣來隸（4月） - 四川省察雅縣來隸（4月） - 四川省稻城縣來隸（4月） - 四川省鹽井縣來隸（4月） - 四川省甘孜縣來隸（4月） - 四川省鑪霍縣來隸（4月） - 四川省丹巴縣來隸（4月） - 四川省定鄉縣來隸（4月） - 四川省昌都縣來隸（4月） - 四川省德榮縣來隸（4月） - 四川省武成縣來隸（4月） - 四川省德格縣來隸（4月） - 四川省同普縣來隸（4月） - 四川省貢縣來隸（4月） - 四川省察隅縣來隸（4月） - 四川省科麥縣來隸（4月） - 四川省恩達縣來隸（4月） - 四川省石渠縣來隸（4月） - 四川省嘉黎縣來隸（4月） - 四川省碩督縣來隸（4月） - 四川省太昭縣來隸（4月） - 四川省鄧柯縣來隸（4月） - 四川省白玉縣來隸（4月） |
| 1915年                                                                    | 民國4年  | 31 |    |    | 1委員   | |
| 1916年                                                                    | 民國5年  | 31 |    |    | 1委員   | - 懷柔縣改名瞻化縣（4月） |
| 1917年                                                                    | 民國6年  | 31 |    |    | 1委員   | |
| 1918年                                                                    | 民國7年  | 31 |    |    | 1委員   | |
| 1919年                                                                    | 民國8年  | 31 |    |    | 1委員   | |
| 1920年                                                                    | 民國9年  | 31 |    |    | 1委員   | |
| 1921年                                                                    | 民國10年 | 31 |    |    | 1委員   | |
| 1922年                                                                    | 民國11年 | 31 |    |    | 1委員   | |
| 1923年                                                                    | 民國12年 | 31 |    |    | 1委員   | |
| 1924年                                                                    | 民國13年 | 31 |    |    | 1委員   | |
| 1925年                                                                    | 民國14年 | 31 |    |    | 1委員   | |
| 1926年                                                                    | 民國15年 | 32 |    |    |         | - 改九龍設治委員為九龍縣（1月） |
| 1927年                                                                    | 民國16年 | 32 |    |    |         | |
| 1928年                                                                    | 民國17年 | 32 |    |    |         | |
| 1929年                                                                    | 民國18年 | 32 |    |    |         | |
| 1930年                                                                    | 民國19年 | 32 |    |    |         | |
| 1931年                                                                    | 民國20年 | 32 |    |    |         | |
| 1932年                                                                    | 民國21年 | 32 |    |    |         | |
| 1933年                                                                    | 民國22年 | 32 |    |    |         | |
| 1934年                                                                    | 民國23年 | 32 |    |    |         | |
| 1935年                                                                    | 民國24年 | 32 |    |    |         | |
| 1936年                                                                    | 民國25年 | 32 |    |    |         | |
| 1937年                                                                    | 民國26年 | 32 |    |    | 1實驗區 | - 析康定、道孚2縣置泰寧實驗區（?月） |
| 1938年                                                                    | 民國27年 | 46 |    | 2  | 1實驗區 | - 四川省雅安縣來隸（9月） - 四川省蘆山縣來隸（9月） - 四川省西昌縣來隸（9月） - 四川省鹽源縣來隸（9月） - 四川省天全縣來隸（9月） - 四川省寧南縣來隸（9月） - 四川省滎經縣來隸（9月） - 四川省漢源縣來隸（9月） - 四川省冕寧縣來隸（9月） - 四川省昭覺縣來隸（9月） - 四川省會理縣來隸（9月） - 四川省鹽邊縣來隸（9月） - 四川省越嶲縣來隸（9月） - 四川省寶興縣來隸（9月） - 四川省寧東設治局來隸（9月） - 四川省金湯設治局來隸（9月） |
| 1939年                                                                    | 民國28年 | 46 |    | 2  | 1實驗區 | |
| 1940年                                                                    | 民國29年 | 46 |    | 3  |         | - 改泰寧實驗區為泰寧設治局（?月） |
| 1941年                                                                    | 民國30年 | 46 |    | 3  |         | |
| 1942年                                                                    | 民國31年 | 46 |    | 3  |         | |
| 1943年                                                                    | 民國32年 | 46 |    | 4  |         | - 析會理、西昌2置德昌設治局（1月） |
| 1944年                                                                    | 民國33年 | 46 |    | 4  |         | |
| 1945年                                                                    | 民國34年 | 48 |    | 2  |         | - 改德昌設治局為德昌縣（1月） - 改泰寧設治局為乾寧縣（12月） |
| 1946年                                                                    | 民國35年 | 48 |    | 4  |         | - 析西昌縣置普格設治局（3月） - 析冕寧縣置瀘寧設治局（3月） |
| 1947年                                                                    | 民國36年 | 48 |    | 4  |         | - 德榮縣改名得榮縣（?月） |
| 1948年                                                                    | 民國37年 | 48 |    | 4  |         | |
| 1949年                                                                    | 民國38年 | 48 |    | 4  |         | |

## 政府

### 省會
省會初為康定縣，實際上駐雅安縣（今四川省雅安市）。民國20年（1931年）4月改駐巴安縣（今四川巴塘縣政府駐地夏邛鎮）。民國24年（1935年）7月遷雅安縣。民國25年（1936年）11月遷康定縣。

### 構成
清光緒三十年（1904年）二月，日俄戰爭爆發，英國軍隊乘機由印度入侵西茂。為防止英軍進攻和藏兵內，清廷於光緒三十二年（1906年）設督辦川滇邊務大臣，駐巴塘（今四川省巴塘縣夏邛鎮）。民國元年（1912年）8月，北洋政府改川滇邊務大臣為川邊鎮撫使，駐巴安（今四川省巴塘縣夏邛鎮）。民國3年（1914年）1月，裁川邊經略使，改設川邊鎮守使，仍駐巴安縣，總管轄區內軍政、民政，受四川都督節制。4月置川邊特別區，川邊鎮守使駐康定縣（今四川省康定市）。民國14年（1925年）2月7日，北洋政府宣佈改川邊特別區為西康特別行政區，裁鎮守使，置西康屯墾使，兼管民政事宜，為區內最高長官，下設民政長、財政廳長。西康屯墾使劉成勳駐雅安，另在康定設屯墾使行署。民國16年（1927年）6月，劉成勳宣佈下野，屯墾使一職即無形中取消。
民國15年（1926年）11月27日，中國國民黨中央政治會議議決設立「川康綏撫委員會」，為處理西川全省及西康特別區軍務、政務的臨時權力機構，決定設委員3至5人，從委員中指定1人為委員長。同日，由國民革命軍總司令蔣中正發佈任命令。翌年1月1日，川邊綏撫委員會在重慶成立。民國16年（1927年），南京國民政府置西康特別行政區政務委員會，作為處理政務事宜的臨時權力機構，設委員5至7人，從委員中指定1人為主席。但實際控制權掌握在劉文輝之手民國17年（1928年）9月17日，國民政府將西康特別區改稱西康省。民國23年（1934年）8月，內政部會同蒙藏委員會擬定《西康建省委員會組織條例》。12月25日，行政院第192次國務會議議決設立西康建省委員會，任命劉文輝為委員長，等僅建省事宜，並執行政務。次年2月2日，公佈《組織條例》，規定建省委員會直隸於行政院，並受主管部會的指揮監督。7月22日，建省委員會在雅安縣成立。民國25年（1936年）9月移駐康定縣，並於10月開始辦公。民國27年（1938年）12月17日，國民政府下令裁撤西康建省委員會，同時任命西康省委員與主席。民國28年（1939年）1月1日，省政府在康定縣正式成立。民國38年（1949年）12月，省主席劉文輝在彭县通電投共。國民政府任命賀國光為主席，賀接任後於西昌縣成立省政府。直至民國39年（1950年）3月下旬的西昌战役，共軍進入西昌為止。

### 歷任軍政長官、省政府主席
督辦川滇邊務大臣
- 趙爾豐（1906年－1911年4月）光緒三十四年（1908年）起任駐藏大臣署督辦川滇邊務大臣，但未能赴藏任職。宣統三年（1911年）擢升四川總督。
- 王人文（1911年4月－5月）四月任命，先行於成都暫署四川總督，待新任總督到任後，再赴康定任川滇邊務大臣。後因處理四川保路運動消極放任，遭革去所有職務。
- 傅嵩炑（護理）（1911年5月－12月）五月以幫辦事務護理，八月陞署川滇邊務大臣，十二月帶兵入援成都時，為革命軍所俘，該職務遂未再設立。

川邊經略使
民國2年（1913年）6月設，掌行政，與各省都督職銜同。
- 尹昌衡（1913年6月－1913年11月）尹昌衡於民國2年（1913年）底被袁世凱召至北京，民國4年（1915年）10月16日被處徒刑九年。

川邊鎮守使
民國3年（1914年）1月13日，裁撤川邊經略使兼都督事，降格為川邊鎮守使，掌軍政、民政。6月28日劃川邊特別區域。
- 張毅（1914年1月－1915年4月）
- 劉銳恆（署）（1915年4月30日－1917年9月）
- 熊克武（1917年9月30日－1918年2月2日）
- 陳遐齡（護）（1917年10月16日－1918年2月2日）
- 陳遐齡（1918年2月2日－1924年5月28日），被劉成勳迫去。

川邊督辦
- 劉成勳（1924年12月24日－1925年2月7日），川軍第三軍長，由段祺瑞任命。
- 川邊道尹
民國五年（1916年）1月24日由四川巡按使請設，掌民政，歸川邊鎮守使指揮。鎮守使職權准按《都統府官制》實行。
- 西康屯墾使
民國14年（1925年）2月四川發生事變後，2月7日川邊鎮守使撤銷，改設西康屯墾使，掌軍政、民政。段祺瑞改“川邊道”為“西康特別行政區域”，任命楊森為四川督辦，賴心輝為四川省長，劉湘為川康邊務督辦，節制該省區軍隊，劉成勳為西康屯墾使，兼管民政，劉文輝幫辦四川軍務。
- 劉成勳（1925年2月7日-1928年）

西康特區政務委員會主席
- 賀守賢（1928年3月10日－1934年12月29日）

西康建省委員會委員長
- 劉文輝（1934年12月29日－1939年12月17日）

西康省政府主席
- 劉文輝（1939年12月17日－1949年12月16日，通電投共）
- 賀國光（1949年12月16日－1950年3月27日）接任後於西昌成立省政府，直至1950年3月共軍進入西昌。